# Aniek Schepens
Aniek Schepens (Weert, 12 oktober 1989) is een Nederlandse voetbalster die van seizoen 2010/11 tot en met seizoen 2011/12 speelde voor VVV-Venlo in de Eredivisie Vrouwen. In seizoen 2007/08 kwam ze in die competitie uit namens FC Twente en in seizoen 2008/09 namens Roda JC. In 2012 zette ze een punt achter haar carrière.

## Carrière
Vanaf seizoen 2005/06 speelde Schepens bij het Limburgse RKTSV in de Eerste Klasse voor vrouwenvoetbal. Voordat ze bij de ploeg uit Kerkrade aan de slag ging speelde ze bij FC Oda en SV Laar. In twee seizoenen bij RKTSV kwam ze tot 43 duels en trof daarin vijftien maal doel.
In de zomer van 2007 ruilde zij haar toenmalige club in voor FC Twente om mee te doen aan de nieuw opgerichte Eredivisie voor vrouwen. In haar eerste seizoen in Enschede en de Eredivisie voor vrouwen kon ze niet uitgroeien tot een vaste waarde en moest het voornamelijk met invalbeurten doen.
De Weertse keert na haar eerste seizoen bij FC Twente terug naar Limburg om te gaan studeren in Maastricht. Ze maakt ook de overstap naar Roda JC, dat vanaf dat seizoen ook toetreedt in de Eredivisie. Bij FC Twente sloot ze af met het winnen van de KNVB beker. Op 24 mei 2008 werd FC Utrecht met 3-1 verslagen in de finale.
Ook bij Roda zou ze maar één seizoen spelen. In de zomer van 2009 maakte ze de overstap naar Venray. Na een jaar keerde ze echter weer terug naar de Eredivisie. VVV-Venlo werd haar nieuwe club. Voor deze club speelde ze 29 competitieduels en scoorde ze eenmaal voor de Venlonaren. In 2012 zette ze een punt achter haar carrière.

## Erelijst

### In clubverband
- Kampioen Eerste Klasse D: 2007 (RKTSV)
- KNVB beker: 2008 (FC Twente)

## Statistieken
| Seizoen | Club      | Land      | Competitie      | Wedstrijden | Doelpunten |
| ------- | --------- | --------- | --------------- | ----------- | ---------- |
| 2005/06 | RKTSV     | Nederland | Eerste Klasse D | -           | -          |
| 2006/07 | RKTSV     | Nederland | Eerste Klasse D | -           | -          |
| 2007/08 | FC Twente | Nederland | Eredivisie      | 11          | 0          |
| 2008/09 | Roda JC   | Nederland | Eredivisie      | 23          | 0          |
| 2009/10 | SV Venray | Nederland | Eerste Klasse D | -           | -          |
| 2010/11 | VVV-Venlo | Nederland | Eredivisie      | 11          | 1          |
| 2011/12 | VVV-Venlo | Nederland | Eredivisie      | 18          | 0          |
| Totaal  | Totaal    | Totaal    | Totaal          | 63          | 1          |